# Punta Tombo

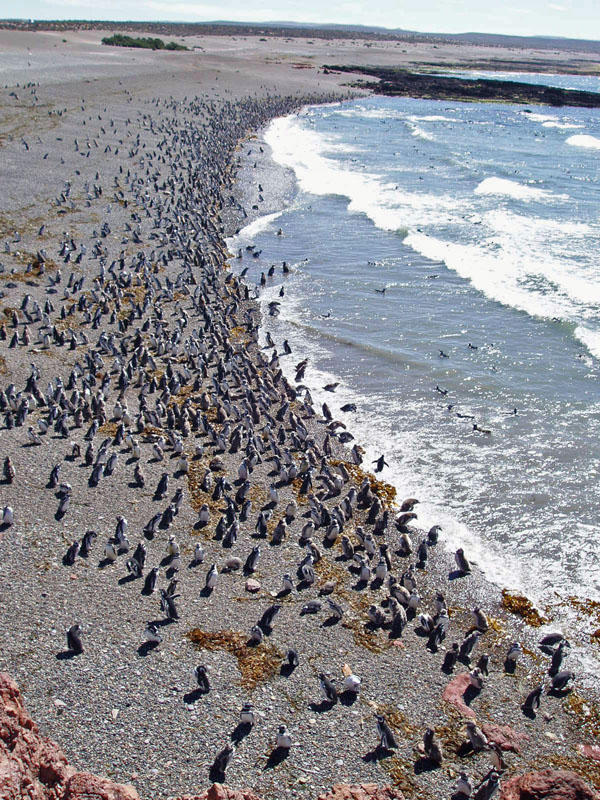
Vista de la Punta Tombo

Punta Tombo es una reserva de fauna en la costa atlántica de la provincia del Chubut, en la República Argentina, y una de las principales y más numerosas colonias continentales de cría del pingüino de Magallanes (Spheniscus magellanicus). Está ubicada a 100 km al sur del valle inferior del río Chubut, donde se encuentran las ciudades de Rawson y Trelew. 
Fue creada por un decreto de 1972 con la categoría de reserva natural turística; en 1985, una nueva ley la designó reserva faunística provincial y reafirmó el objetivo inicial de proteger la colonia de pingüinos de Magallanes, así como la nutrida colonia de aves que forman parte del ecosistema costero.
En el año 2015 se creó el Área Protegida Marina Punta Tombo, una suerte de barrera que abarca 60 kilómetros de litoral costero y avanza mar adentro alrededor de 3 millas náuticas, con el objetivo de beneficiar a la colonia de pingüinos de Magallanes. Esta área protegida marítima abarca unas 31 000 hectáreas de superficie  y el objetivo de su creación es proteger las zonas de alimentación y tránsito de los pingüinos de Magallanes en torno a Punta Tombo y Punta Clara y  favorecer además a otras especies de interés comercial y fauna marina dentro de esa área.

## Interés turístico
En la década de 1960 se inició el manejo como reserva natural, y a partir de 1979, el gobierno del Chubut la designa "Área natural protegida", controlando su acceso y estableciendo un servicio permanente de guardafaunas.
Según datos oficiales, el ingreso de visitantes muestra una importante evolución año a año, desde un promedio anual de 30.000 turistas en la década de 1990 hasta aproximadamente 100 000 registrados en la temporada 2015-2016. De ellos, un número importante y creciente son extranjeros.La temporada se extiende de septiembre a abril, época en la que las aves llegan a la costa para nidificar y cuidar sus crías. Además, algunas de las estancias que rodean a la zona ofrecen turismo de tipo rural que ofrece gastronomía y excursiones.

## Características físicas

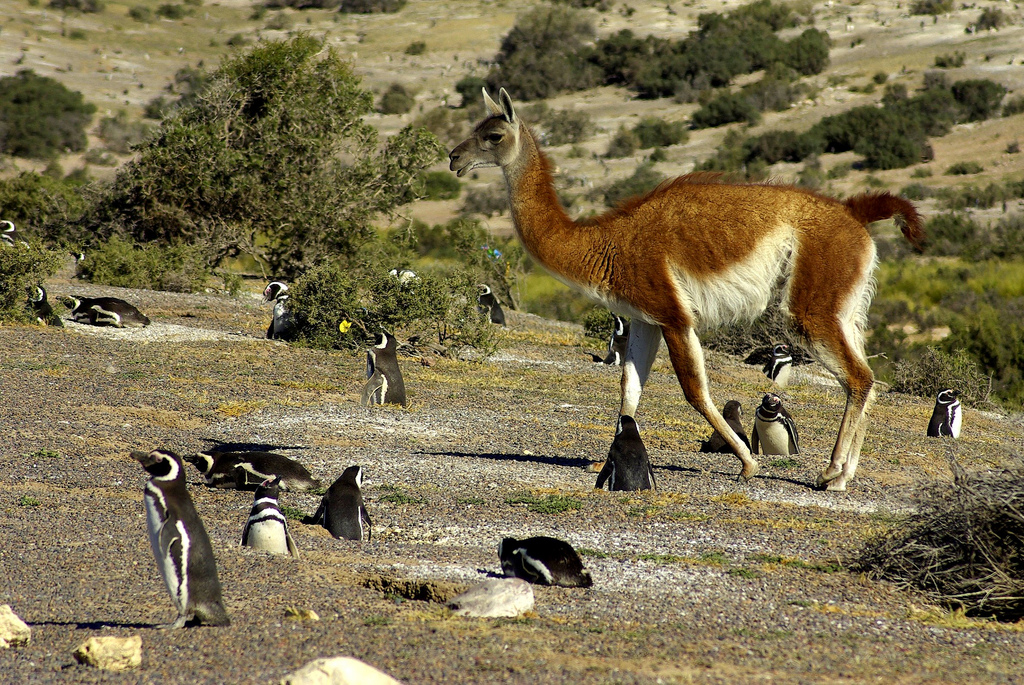
Un guanaco junto a los pingüinos

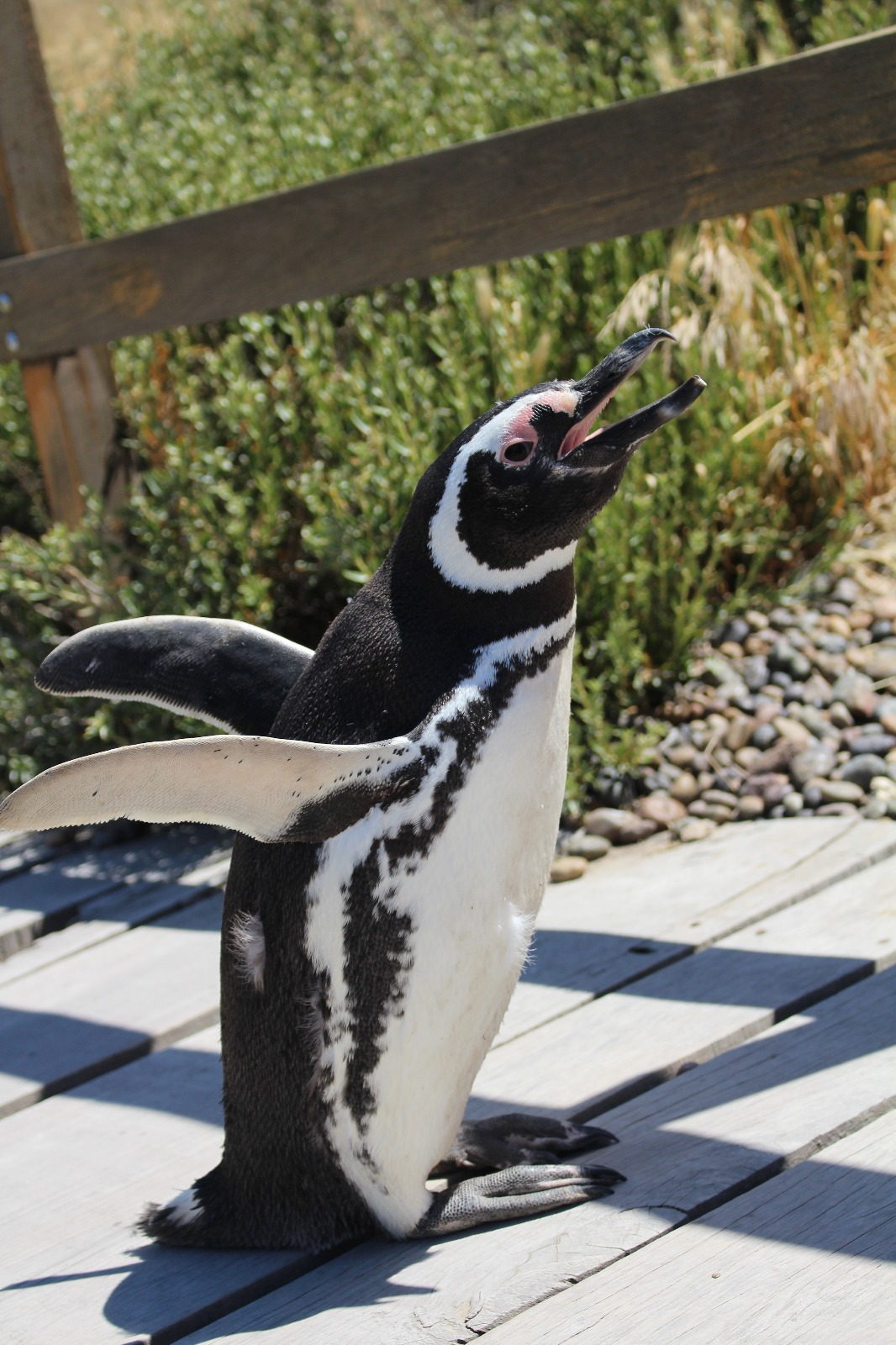
Pingüino en Punta Tombo

Punta Tombo es una estrecha franja pedregosa de unos 3 km de largo por 600 m de ancho que se adentra en el Océano Atlántico. El pronunciado accidente geográfico se ha originado en un afloramiento de roca cristalina, de origen prejurásico, que ha resistido la erosión marina. Sobre este sustrato, zonas de canto rodado, y —fundamentalmente— amplias áreas de arena muy fina y compactada, resultan ideales para que los pingüinos excaven sus nidos.
Vastas zonas del suelo están literalmente "minadas" de cuevas de poca profundidad, donde los pingüinos año a año ponen sus huevos y crían a los pichones. La pendiente suave de estas playas, facilita asimismo el desplazamiento terrestre de las aves, que varias veces al día efectúan el trayecto entre los nidos y el mar para alimentarse.
Los pingüinos, si bien alertas a la intromisión humana, no se asustan ni abandonan sus nidos, por lo que la interacción es muy directa. Para evitar accidentes y perjuicios a los animales, desde la conformación de la reserva se han construido pasarelas que permiten circular a los visitantes sin peligro de derrumbar a su paso las cuevas.

## Fauna
La fauna terrestre es propia de la estepa patagónica. Se ha observado la presencia de guanacos (Lama guanicoe), zorros grises (Lycalopex gymnocercus), hurones (Galictis cuja), cuises (Microcavia australis), maras (Dolichotis patagonum) y peludos (Chaetophractus villosus). Un islote ubicado en el extremo de la franja rocosa que configura la punta es un apostadero habitual de lobos marinos de un pelo (Otaria flavescens).

### Avifauna

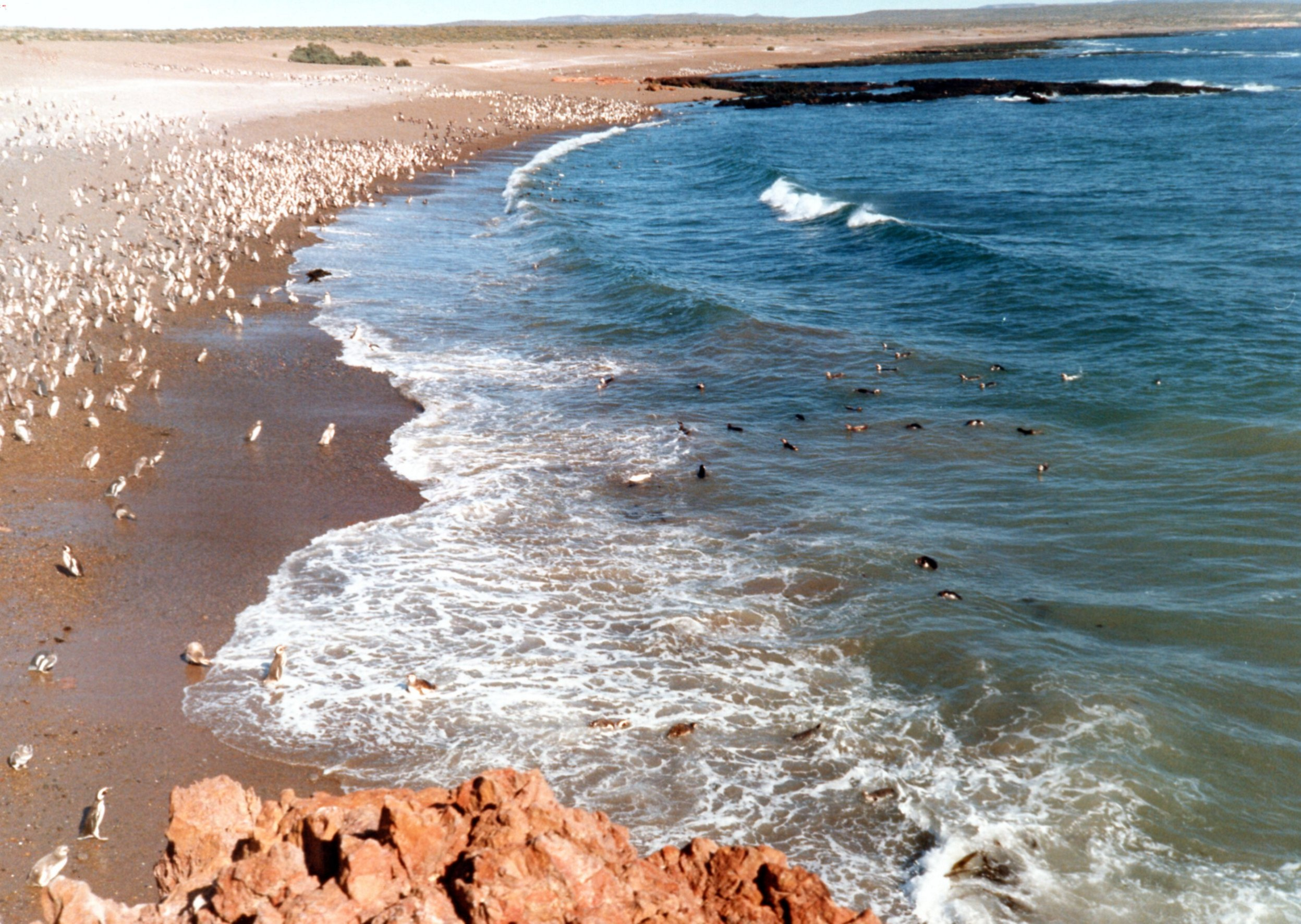
Pingüinera Punta Tombo (prov. de Chubut), situada a 180 km al sur de la ciudad de Puerto Madryn.

Con algunas variaciones según la temporada, se ha contabilizado en Punta Tombo la presencia de 400.000 ejemplares de pingüinos de Magallanes, número al que se llega a partir de constatar para el 2017 unos 150.000 nidos activos, es decir, nidos en los que se contabilizó una pareja reproductora, lo que la convierte en la segunda mayor pingüinera continental de esta especie. La primera y mayor colonia es la Reserva Natural Estancia San Lorenzo, con una cantidad, para el mismo año, 210.000 nidos activos, unos 600.000 pingüinos.
Otras especies de aves observadas en el lugar incluyen a las gaviotas cocinera (Larus dominicanus) y gris o austral, (Leucophaeus scoresbii): los gaviotines sudamericano (Sterna hirundinacea), pico amarillo (Thalasseus sandvicensis) y real (Thalasseus maximus); los cormoranes cuello negro (Phalacrocorax magellanicus) e imperial (Phalacrocorax atriceps); los ostreros negro 	(Haematopus ater) y común (Haematopus palliatus); los petreles gigantes oscuro (Macronectes halli) y común (Macronectes giganteus): los patos overo (Anas sibilatrix) y crestón (Lophonetta specularioides); y las garzas blanca (Ardea alba) y bruja (Nycticorax nycticorax).
Por sus características, la reserva está catalogada como una de las áreas importantes para la conservación de las aves en Argentina.

### Temporada de cría
Los pingüinos machos llegan a las playas a fines de agosto, y reacondicionan el mismo nido (pozo o cueva) que utilizó la familia año tras año.
A principios del mes de octubre, las hembras hacen una puesta de dos huevos, que empollan durante cuarenta días. En ese lapso la pareja se turna para alimentarse y cuidar el nido. Cualquier descuido es aprovechado por gaviotas y otras aves para alimentarse a costa de los huevos. Para fines de abril, los pichones han aprendido a nadar y alimentarse por sí mismos, y emprenden con sus padres su periplo anual por el Atlántico. 

## Flora
La vegetación es típica de la ecorregión: escasa, con grandes áreas sin presencia de especies, debido a las características de arenosas del suelo con escasa o nula presencia de materia orgánica y a la escasez de agua, las bajas temperaturas y el viento propios de la región. Entre las escasas especies presentes se destacan el quilimbai (Chuquiraga avellanedae), el Colapiche (Nassauvia glomerulosa) y el coirón amargo (Stipa speciosa).

## Referencia antropológica
En las colinas que dominan el lugar se han encontrado restos de un cementerio tehuelche. Estos pueblos originarios conocían el lugar desde la antigüedad, y lo utilizaban como hábitat estacional en sus habituales recorridos a través de la estepa patagónica.

## Estudios internacionales
Desde 1982, junto con técnicos locales, el funcionamiento y sustentabilidad de la reserva es estudiada, entre otros, por la Sociedad Zoológica de Nueva York,  y la Wildlife Consevation Society.

## Amenazas
La principal amenaza de la reserva, como colonia permanente de pingüinos es la cercanía de explotaciones petrolíferas y la navegación cercana a la costa de buques petroleros. Un derrame accidental podría significar la desaparición de la colonia en un breve plazo y la imposibilidad de su recreación. La pesca no autorizada en aguas del golfo, que incide desequilibrando el número de individuos de las distintas especies y la presencia de cazadores furtivos son algunas de las amenazas accesorias a la conservación del área.
La presencia de explotaciones rurales privadas inmediatas a la reserva configura un riesgo potencial que se materializó a fines de noviembre de 2021, (en plena época de cría), cuando en un campo lindero al área protegida el empresario y terrateniente Ricardo La Regina realizó una apertura no autorizada de un camino de acceso a la costa. La maquinaria empleada para esto destruyó aproximadamente 140 nidos; además, la electrificación efectuada en el alambrado perimetral produjo la muerte por electrocución de un centenar ejemplares adultos. La inspección realizada días después permitió constatar que se había afectado un área de unos 700 metros de longitud por unos 3 metros de ancho. Se encontraron un total de 292 pichones muertos o huevos destruidos y no fue posible estimar el número de adultos que habría muerto dentro de los nidos.

## Masacre de Punta Tombo
La masacre de Punta Tombo es un desastre ambiental y ecocidio que sucedió en noviembre de 2021 en Argentina. El principal acusado del mismo es el empresario y terrateniente argentino Ricardo La Regina, quien fue acusado penalmente. En noviembre de ese año La Regina, quien es dueño de un campo lindero al Área Protegida Marina de Punta Tombo realizó un camino sin autorización, utilizando topadoras con las que aplastó a más de 90 pingüinos adultos y destruyó cerca de 175 nidos, instalando luego una cerca eléctrica en el área. Luego de esto fue denunciado penalmente por parte del Gobierno del Chubut y la intervención del Ministerio Público Fiscal. También fue denunciado por el Ministerio de Ambiente y Desarrollo Sostenible. Desde entonces el desastre es popularmente conocido como Masacre de Punta Tombo.En noviembre de 2024, el empresario fue encontrado culpable por la destrucción de los nidos.
Un informe de un experto conservacionista calculó un número aproximado de 292 pingüinos (además de huevos de pichón) asesinados, mientras que el poder judicial investigó como hipótesis una disputa sucesoria como la causa subyacente detrás de las acciones criminales.
La masacre fue confirmada por un estudio e informe realizado por el CONICET y presentado en mayo de 2022, en el cual se explica que existían nidos en dicho ambiente previo a la construcción del camino. Es decir, que las áreas afectadas por la maquinaria que construyó dicho camino son parte de una colonia, ya que se observaron nidos bajo arbustos y algunos en oquedades con presencia de pingüinos en las adyacencias inmediatas alrededor de estos desmontes; así, estimaron que “la construcción de caminos y desmontes provocaron la destrucción de aproximadamente 2.000 m2 de hábitat de nidificación del pingüino de Magallanes”. Se observaron, además, nidos derrumbados al borde del camino. La investigación fue dada a conocer por la fiscalía de Rawson, que debe determinar quién fue el culpable definitivo de semejante crimen y masacre ambiental.